# Moustapha Tlass
Pour les articles homonymes, voir Tlass.
Moustafa Tlas ou Mustafa Tlass (en arabe :  مصطفى طلاس), né le 11 mai 1932 à Rastane (Syrie) et mort le 27 juin 2017 à Bobigny (France), est un militaire et homme politique syrien et ministre de la Défense de Hafez el-Assad et Bachar el-Assad pendant 32 ans.

## Biographie

### Carrière militaire et politique
Moustafa Tlas adhère au parti Baas en 1947. Il rentre à l'école militaire en 1952 et y rencontre Hafez el-Assad dont il devient proche. Les deux hommes sont stationnés au Caire entre 1958 et 1961 pendant la période de la République arabe unie (union entre la Syrie et l'Égypte). Tous les deux sont panarabistes mais aussi nationalistes et souhaitent la rupture de la RAU. Tlas gravit les échelons de la hiérarchie militaire dans le sillage d'El-Assad. Ce dernier le nomme chef d'État-major en 1968 après la débâcle de la guerre des Six Jours. Le dernier coup d'État d'el-Assad en 1970 lui donne les pleins pouvoirs. En 1972, Tlas est nommé ministre de la Défense.
Contrairement à la plupart des personnes nommées par Hafez el-Assad dans l'appareil militaire, Tlas n'est pas musulman alaouite, mais sunnite.
Dans les années 1970, Moustafa Tlas modernise et équipe l'armée syrienne avec l'aide de l'Union des républiques socialistes soviétiques. Moustafa Tlas participe au massacre de Hama en 1982 et à la brutale répression des Frères musulmans insurgés, qui fait de 20 à 40 000 morts. Lors du coup d'État de Rifaat el-Assad en 1984, Tlas soutient Hafez el-Assad et devient encore plus puissant. Il dirige alors l'armée et les services de sécurité.
Peu impliqué dans les affaires politiques puisque Hafez el-Assad dirige tout, Tlas s'implique dans les cercles mondains et culturels damascènes.
Son influence ne faiblit pas après la mort d'Hafez el-Assad en 2000 et son remplacement à la tête de l'État par Bachar el-Assad. En mai 2002, Bachar intervient pour retarder la mise à la retraite de Tlas de son poste de ministre de la Défense de deux ans. Après cette échéance, Tlas laisse le ministère de la Défense à Hassan Turkmani mais conserve le poste de vice-Premier ministre et reste l'une des principales personnalités politiques du pays.
Bachar el-Assad, qui souhaite moderniser un peu le régime et discuter avec Israël, doit composer avec Tlas qui est le premier représentant de la « vieille garde ». En 2004, il quitte le parti Baas et toutes ses responsabilités gouvernementales. Son fils Manaf Tlass est toutefois en bons termes avec Bachar el-Assad, avant de faire défection à l'été 2012 pendant la guerre civile syrienne.
Le 18 mars 2012, une association d'aide au peuple syrien profite de ce qu'il est en France pour porter plainte contre lui, afin qu'il puisse être jugé pour des crimes de guerre, dont le massacre de Hama, des tortures, viols, disparitions forcées et autres violations des droits de l'homme.
Il meurt le 27 juin 2017 à l'hôpital Avicenne à Bobigny.

### Vie privée
Moustapha Tlass est le père de Nahed Ojjeh, veuve du milliardaire d’origine Syrienne Akram Ojjeh. Tlas a deux fils : Firas (en) et Manaf Tlas et une fille : Sarya Tlas.

## Écrits et controverses
Tlass a tenté de se forger une réputation d'homme de culture et est devenu un mécène important de la littérature syrienne. Il a publié plusieurs livres et a fondé une maison d'édition, Tlass Books, qui a été critiquée internationalement pour avoir publié des documents présumés antisémites.
En 1986, sa soutenance de thèse en Sorbonne est annulée après l'exhumation par la presse d'un important brûlot antisémite signé de lui.
Au cours de sa carrière, Tlass s'est également fait connaître pour son langage coloré. En 1991, alors que la Syrie participait aux côtés de la coalition à la guerre du Golfe, il déclara avoir ressenti « une joie immense » lorsque Saddam Hussein envoya des missiles SCUD vers Israël. En 1999, alors que Moustafa Tlass travaille cette fois sur « l'isthme syrien », Boutros Boutros-Ghali et André Bourgey démissionnent de son jury après qu'il a décrit Yasser Arafat, chef de l'OLP et ennemi de la Syrie, comme un « fils de 60 000 putains »,. Le conflit de longue date entre le gouvernement Assad et l'Organisation de libération de la Palestine ne prendra fin qu'après la mort de Hafez al-Assad en 2000.
Trois soldats israéliens sont portés disparus dans la vallée de la Bekaa depuis la guerre du Liban de juin 1982. Tlass aurait déclaré à un magazine saoudien : « Nous avons envoyé à Israël des os de chiens, et Israël peut protester autant qu'il le souhaite. »
En 1998, le ministre syrien de la Défense, Tlass, se vantait auprès du journal Al Bayan d'être celui qui avait donné le feu vert à « la résistance » au Liban pour attaquer et tuer 241 marines américains et 58 parachutistes français, mais qu'il avait empêché les attaques contre les soldats italiens de la force multinationale parce que « je ne veux pas qu'une seule larme coule des yeux de [l'actrice italienne] Gina Lollobrigida , que [j'ai] aimée depuis ma jeunesse »,. En octobre de la même année, Tlass a déclaré qu'il n'existait pas de pays tel que la Jordanie, mais seulement « la Syrie du Sud ».
Dans une interview diffusée sur RT le 8 juin 2009 (traduite par MEMRI), Tlass a affirmé que l'actrice Gina Lollobrigida lui avait dit un jour qu'il était « le seul amour de [sa] vie ». Il a également affirmé que Lady Diana lui avait écrit des lettres « pleines d'amour et d'appréciation » et que le prince Charles lui avait offert une mitraillette Sterling plaquée or.

### Livres
Sa maison d'édition édite la 8e édition des Protocoles des sages de Sion.
Il a écrit plus de 40 livres dont l'Azyme de Sion, accusé d'être un concentré d'idéologie antisémite reprenant les accusations de crime rituel contre les Juifs et analysant l'affaire de Damas de 1840 qui avait donné lieu aux mêmes accusations.
Il est aussi l'auteur de poèmes sur Jeane Manson et Gina Lollobrigida.
- Zénobie Reine De Palmyre
- Le Pasteur De Jérusalem Hilarion Capucci
- L'Azyme de Sion
- Cantiques